# Illice opulenta
Illice opulenta là một loài bướm đêm thuộc phân họ Arctiinae, họ Erebidae.